# クレムリンの壁墓所

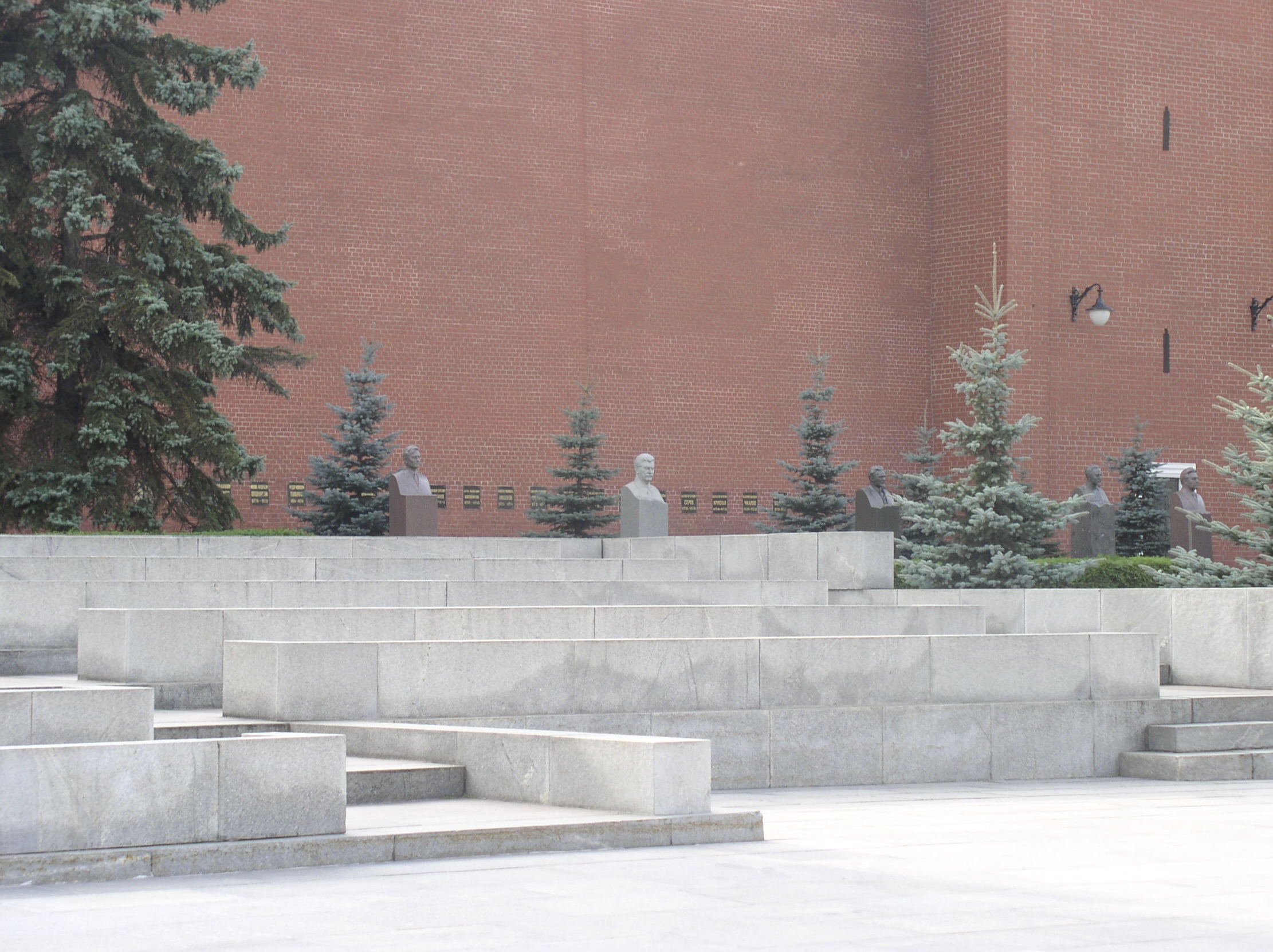
クレムリンの壁の前に、スースロフ、スターリン、カリーニン、ジェルジンスキー、ブレジネフの墓が見える。アンドロポフの墓は、カリーニンとジェルジンスキーの間にあるが、見えない。レーニン廟はすぐ右にある。

クレムリンの壁墓所（くれむりんのかべぼしょ、ロシア語: Некрополь у Кремлёвской стены、英語: Kremlin Wall Necropolis）はロシア・モスクワにある「赤の広場」のクレムリンの壁に沿って作られた墓所である。
モスクワの「クレムリンの壁」墓所への埋葬は、1917年11月に10月革命の240人の親ボリシェヴィキの犠牲者が「赤の広場」に集団埋葬された時に始まった。1921年に行われた最後の集団埋葬の後、赤の広場での葬儀は通常の場合は国家の儀式として行われ、著名な政治家や軍事指導者、宇宙飛行士、科学者に対する最後の名誉な行事として扱われた。墓所は主に、レーニン廟（1924年に木材で建てられ、その後花崗岩で建て直された）の両側に存在している。
1925年から1927年にかけて、地中への埋葬は中止されて、葬儀はクレムリンの壁自体に焼却灰の埋葬として行われた。しかし地中への埋葬は、1946年にミハイル・カリーニンの葬儀で再開された。赤の広場で高官を葬る習慣は1985年3月のコンスタンティン・チェルネンコの葬儀まで続いた。

## 埋葬者
レーニン廟の裏にある革命元勲墓には現在12人が埋葬されている。
| 埋葬者氏名                     | 埋葬者氏名 | 役職                                   | 死亡年月日     | 埋葬年月日                                       |
| ------------------------------ | ---------- | -------------------------------------- | -------------- | ------------------------------------------------ |
| ヤーコフ・スヴェルドロフ       |            | 全ロシア中央執行委員会委員長           | 1919年3月16日  | 1919年3月18日                                    |
| ミハイル・フルンゼ             |            | ソビエト共和国革命軍事会議議長         | 1925年10月31日 | 1925年11月3日                                    |
| フェリックス・ジェルジンスキー |            | 国家保安総局長官・国家経済最高会議議長 | 1926年7月20日  | 1926年7月22日                                    |
| ミハイル・カリーニン           |            | 最高会議幹部会議長                     | 1946年6月3日   | 1946年6月6日                                     |
| アンドレイ・ジダーノフ         |            | ソ連共産党政治局員                     | 1948年8月31日  | 1948年9月5日                                     |
| ヨシフ・スターリン             |            | ソ連共産党書記長・閣僚評議会議長       | 1953年3月5日   | 1961年11月1日 （レーニン・スターリン廟から改葬） |
| クリメント・ヴォロシーロフ     |            | ソ連邦元帥・最高会議幹部会議長         | 1969年12月2日  | 1969年12月6日                                    |
| セミョーン・ブジョーンヌイ     |            | ソ連邦元帥                             | 1973年10月26日 | 1973年10月30日                                   |
| ミハイル・スースロフ           |            | CC CPCUイデオロギー担当書記            | 1982年1月25日  | 1982年1月29日                                    |
| レオニード・ブレジネフ         |            | CPSU書記長・最高会議幹部会議長         | 1982年11月10日 | 1982年11月15日                                   |
| ユーリ・アンドロポフ           |            | CPCU書記長・最高会議幹部会議長         | 1984年2月9日   | 1984年2月14日                                    |
| コンスタンティン・チェルネンコ |            | CPCU書記長・最高会議幹部会議長         | 1985年3月10日  | 1985年3月13日                                    |

## クレムリン城壁に埋葬されている納骨者一覧
| 埋葬者                       | 生没年    | 出生地                   | 主な活動                 |
| ---------------------------- | --------- | ------------------------ | ------------------------ |
| ウィリアム・ヘイウッド       | 1869-1928 | アメリカ合衆国           | 鉱山労働組合を組織       |
| ランドレル・エネ             | 1875-1928 | オーストリア＝ハンガリー | ハンガリーソビエト内相   |
| アーサー・マクマナス         | 1889-1927 | イギリス                 | イギリス共産党創設者     |
| ルーテンバーグ・チャールズ   | 1882-1927 | アメリカ合衆国           | アメリカ共産党書記長     |
| ミロン・ウラジミロフ         | 1879-1925 | ロシア帝国               | 財務次官                 |
| ドミトリー・ウスチノフ       | 1908-1984 | ロシア帝国               | ソ連邦元帥               |
| レオニード・コスタンドフ     | 1915-1984 | ロシア帝国               | ソビエト連邦副首相       |
| アーヴィド・ペリシェ         | 1899-1983 | ロシア帝国               | 党統制委員会議長         |
| イワン・バグラミャン         | 1897-1982 | ロシア帝国               | ソ連邦元帥               |
| アレクセイ・コスイギン       | 1904-1980 | ロシア帝国               | ソビエト連邦首相         |
| フョードル・クラコフ         | 1918-1978 | ロシアSFSR               | ソ連農業担当書記         |
| ムスチスラフ・ケルディシュ   | 1911-1978 | ロシア帝国               | ソ連科学アカデミー会長   |
| A・ヴァシレフスキー          | 1895-1977 | ロシア帝国               | ソ連邦元帥               |
| ゲオルギー・ジューコフ       | 1896-1974 | ロシア帝国               | ソ連邦元帥               |
| セルゲイ・カーメネフ         | 1881-1936 | ロシア帝国               | 赤軍総司令官             |
| アレクサンドル・カルピンスキ | 1847-1936 | ロシア帝国               | ソ連科学アカデミー会長   |
| フリッツ・ヘッカート         | 1884-1936 | ザクセン王国             | ドイツ共産党政治局員     |
| イヴァン・トフストゥハ       | 1889-1935 | ロシア帝国               | ヨシフ・スターリンの秘書 |
| ピョートル・スミドビッチ     | 1874-1935 | ロシア帝国               | 全ロシア執行委員         |
| ヴァレリアン・ドガレフスキー | 1885-1934 | ロシア帝国               | 外交官                   |
| ヴャチェスラフ・メンジンスキ | 1874-1934 | ロシア帝国               | 国家政治保安部長官       |
| シテンガルト・アレクサンドル | 1887-1934 | ロシア帝国               | MTC政治局長              |
| イリヤ・ウスィスキン         | 1910-1934 | ロシア帝国               | 気球の実験中に事故死     |
| アンドレイ・ヴァセンコ       | 1899-1934 | ロシア帝国               | 気球の実験中に事故死     |
| パウェル・フェドセンコ       | 1898-1934 | ロシア帝国               | 気球の実験中に事故死     |
| アナトリー・ルナチャルスキー | 1875-1933 | ロシア帝国               | ソ連初代教育人民委員     |
| 片山潜                       | 1860-1933 | 日本                     | コミンテルン常任執行委   |
| ゴルツマン・エイブラム       | 1894-1933 | ロシア帝国               | 初代民間航空艦隊局長     |
| ピョートル・バラノフ         | 1892-1933 | ロシア帝国               | 赤軍空軍局長             |
| セルゲイ・グセフ             | 1874-1933 | ロシア帝国               | コミンテルン常任執行委   |
| アレクセイ・スヴィデルスキー | 1878-1933 | ロシア帝国               | ソ連中央執行委員         |
| ミハイル・オリミンスキー     | 1863-1933 | ロシア帝国               | 文芸評論家               |
| アレクサンドル・ストパーニ   | 1871-1932 | ロシア帝国               | RSFSR労務担当検察官      |
| クプリヤン・キルキジン       | 1886-1932 | ロシア帝国               | ウズベク共産党第一書記   |
| ミハイル・ポクロフスキー     | 1868-1932 | ロシア帝国               | ソ連科学アカデミー学者   |
| ピョートル・ストゥチカ       | 1865-1932 | ロシア帝国               | ソ連最高裁判所長         |
| ユーリ・ラリン               | 1882-1932 | ロシア帝国               | 経済学者                 |
| B・トリアンダフィーロフ      | 1894-1931 | ロシア帝国               | 赤軍参謀本部長           |
| ミハイロフ＝イワノフ         | 1894-1931 | ロシア帝国               | 最高経済評議会幹部       |
| イヴァン・レプセ             | 1889-1929 | ロシア帝国               | CPCU中央委員会委員       |
| スクヴォルツォフ＝ステパノフ | 1870-1928 | ロシア帝国               | 資本論の翻訳             |
| アレクサンドル・ツュルーパ   | 1870-1928 | ロシア帝国               | ソ連副首相               |
| レオニード・クラーシン       | 1870-1926 | ロシア帝国               | 対外貿易人民委員         |
| クララ・ツェトキン           | 1857-1933 | ザクセン王国             | ドイツ共産党創設         |

| 埋没者                         | 生没年    | 出身地       | 主な活動                         |
| ------------------------------ | --------- | ------------ | -------------------------------- |
| グリゴリー・オルジョニキーゼ   | 1886-1937 | ロシア帝国   | CPCU中央委員会委員               |
| セルゲイ・キーロフ             | 1886-1934 | ロシア帝国   | レニングラード州党委員会第一書記 |
| ヴァレリヤン・クイビシェフ     | 1888-1935 | ロシア帝国   | ソ連第一副首相                   |
| マクシム・ゴーリキー           | 1868-1936 | ロシア帝国   | 社会活動家                       |
| マリヤ・ウリヤノヴァ           | 1878-1937 | ロシア帝国   | ウラジーミル・レーニンの実妹     |
| ヴァレリー・チカロフ           | 1904-1938 | ロシア帝国   | 無着陸飛行の世界記録更新         |
| ナデジダ・クルプスカヤ         | 1869-1939 | ロシア帝国   | ウラジーミル・レーニンの妻       |
| アナトリー・セロフ             | 1910-1939 | ロシア帝国   | 飛行士                           |
| ポリーナ・オシペンコ           | 1907-1939 | ロシア帝国   | 飛行士                           |
| マリーナ・ラスコーヴァ         | 1912-1943 | ロシア帝国   | 赤色空軍中佐                     |
| グリゴリー・クラフチェンコ     | 1912-1943 | ロシア帝国   | 赤色空軍中将                     |
| コンスタンティン・パンフィロフ | 1901-1943 | ロシア帝国   | RSFSR人民委員会委員長            |
| エメリャン・ロスラフスキー     | 1878-1943 | ロシア帝国   | ソ連科学アカデミー学者           |
| ニコラエワ・クラウディア       | 1893-1944 | ロシア帝国   | ソ連最高会議幹部会幹部           |
| ボリス・シャポシニコフ         | 1882-1945 | ロシア帝国   | ソ連邦元帥                       |
| アレクサンドル・シチェルバコフ | 1901-1945 | ロシア帝国   | モスクワ市党委員会第一書記       |
| ウラジーミル・ポチョムキン     | 1874-1946 | ロシア帝国   | 外交官                           |
| ヴァシーリイ・ヴァフルシェフ   | 1902-1947 | ロシア帝国   | 石炭工業相                       |
| ロザリア・ゼムリャーチカ       | 1876-1947 | ロシア帝国   | ソ連副首相                       |
| フョードル・トルブーヒン       | 1894-1949 | ロシア帝国   | ソ連邦元帥                       |
| ミハイル・ウラジーミルスキー   | 1874-1951 | ロシア帝国   | 全ロシア中央執行員会委員長       |
| アレクサンドル・エフレモフ     | 1904-1951 | ロシア帝国   | 工作機械工業相                   |
| レフ・メフリス                 | 1889-1953 | ロシア帝国   | 軍のお目付                       |
| マトヴェイ・シュキリャートフ   | 1883-1954 | ロシア帝国   | 党統制委員会議長                 |
| アナトリー・クジミーン         | 1903-1954 | ロシア帝国   | 冶金工業相                       |
| アンドレイ・ヴィシンスキー     | 1883-1954 | ロシア帝国   | 最高検事・外相                   |
| レオニード・ゴヴォロフ         | 1897-1955 | ロシア帝国   | ソ連邦元帥                       |
| パウェル・ユーディン           | 1902-56   | ロシア帝国   | 建設資材工業相                   |
| イヴァン・リハチョフ           | 1896-1956 | ロシア帝国   | ジル工場長                       |
| イヴァン・ノセンコ             | 1902-1956 | ロシア帝国   | ソ連造船工業相                   |
| ザヴェニャーギン アヴラーミイ  | 1901-1956 | ロシア帝国   | ソ連内務次官・中型機械製作相     |
| ヴャチェスラフ・マールィシェフ | 1902-1957 | ロシア帝国   | ソ連輸送機械製作相               |
| セルゲイ・ジューク             | 1892-1957 | ロシア帝国   | 水力工学者                       |
| グリゴリー・ペトロフスキー     | 1878-1958 | ロシア帝国   | ソビエト連邦中央執行委員会議長   |
| イヴァン・テヴォシアン         | 1902-1958 | ロシア帝国   | 八代目駐日ソ連大使               |
| グレーブ・クルジジャノフスキー | 1872-1959 | ロシア帝国   | CPCU中央委員会委員               |
| イーゴリ・クルチャトフ         | 1903-1960 | ロシア帝国   | 核開発責任者                     |
| ミトロファン・ニェジェーリン   | 1902-1960 | ロシア帝国   | ソ連戦略ロケット軍総司令官       |
| ミハイル・フルニチェフ         | 1901-1961 | ロシア帝国   | ソ連航空工業相                   |
| ボリス・ヴァーンニコフ         | 1897-1962 | ロシア帝国   | 上級大将                         |
| アンドレイ・フルリョフ         | 1892-1962 | ロシア帝国   | ソ連国防次官                     |
| アレクセイ・アントーノフ       | 1896-1962 | ロシア帝国   | 上級大将                         |
| ニコライ・ドィガイ             | 1908-1963 | ロシア帝国   | ソ連建設相                       |
| ウラジーミル・クチェレンコ     | 1909-1963 | ロシア帝国   | ソ連国家建設委員会議長           |
| オットー・クーシネン           | 1881-1964 | ロシア帝国   | ソビエト連邦最高会議幹部会副議長 |
| セルゲイ・ビリュゾフ           | 1904-1964 | ロシア帝国   | ソ連邦元帥                       |
| フロル・コズロフ               | 1908-1965 | ロシア帝国   | CPCU中央委員会委員               |
| セルゲイ・クラショフ           | 1901-1965 | ロシア帝国   | ソ連保健相                       |
| セルゲイ・コロリョフ           | 1907-1966 | ロシア帝国   | 宇宙開発責任者                   |
| アレクサンドル・ルダコフ       | 1910-1966 | ロシア帝国   | CPCU中央委員会委員               |
| ニコライ・イグナトフ           | 1901-1966 | ロシア帝国   | RSFSR最高会議議長                |
| エレナ・スタソヴァ             | 1873-1966 | ロシア帝国   | CPR中央委員会事務局員            |
| ロディオン・マリノフスキー     | 1898-1967 | ロシア帝国   | ソ連邦元帥                       |
| ウラジーミル・コマロフ         | 1927-1967 | ソビエト連邦 | ソ連空軍大佐                     |
| ニコライ・ヴォロノフ           | 1899-1968 | ロシア帝国   | 兵科総元帥                       |
| ユーリイ・ガガーリン           | 1934-1968 | ソビエト連邦 | ソ連空軍大佐                     |
| ウラジミール・セリオギン       | 1922-1968 | ロシアSFSR   | ソ連空軍大佐                     |
| ワシーリー・ソコロフスキー     | 1897-1968 | ロシア帝国   | ソ連邦元帥                       |
| コンスタンチン・ロコソフスキー | 1896-1968 | ロシア帝国   | ソ連邦元帥                       |
| キリル・メレツコフ             | 1897-1968 | ロシア帝国   | ソ連邦元帥                       |
| セミョーン・チモシェンコ       | 1895-1970 | ロシア帝国   | ソ連邦元帥                       |
| アンドレイ・エリョーメンコ     | 1892-1970 | ロシア帝国   | ソ連邦元帥                       |
| ニコライ・シュヴェルニク       | 1888-1970 | ロシア帝国   | ソビエト連邦最高会議幹部会議長   |
| ゲオルギー・ドブロボルスキー   | 1928-1971 | ソビエト連邦 | 宇宙飛行士                       |
| ウラディスラフ・ボルコフ       | 1935-1971 | ソビエト連邦 | 宇宙飛行士                       |
| ヴィクトル・パツァーエフ       | 1933-1971 | ソビエト連邦 | 宇宙飛行士                       |
| マトヴェイ・ザハロフ           | 1898-1972 | ロシア帝国   | ソ連邦元帥                       |
| ニコライ・クルイロフ           | 1903-1972 | ロシア帝国   | ソ連邦元帥                       |
| イヴァン・コーネフ             | 1897-1973 | ロシア帝国   | ソ連邦元帥                       |
| アンドレイ・グレチコ           | 1903-1976 | ロシア帝国   | ソ連邦元帥                       |
| イヴァン・ヤクボフスキー       | 1912-1976 | ロシア帝国   | ソ連邦元帥                       |

クレムリン城壁墓地は、左右合わせて計115人が納骨されている。納骨者のうち101人がロシア帝国出身だが、残る14人はRSFSR含むソ連出身、7人が外国出身である。役職別で一番多く納骨されているのはソ連邦元帥で、14人納骨されている。

## 主な歴史
1919年にヤーコフ・スヴェルドロフが埋葬され、その後ミハイル・フルンゼ、フェリックス・ジェルジンスキー、ミハイル・カリーニン、アンドレイ・ジダーノフの5名が同所に埋葬。その後クレムリンの墓所を整備するにあたってセルゲイ・メルクーロフの手による胸像と墓碑が設置された。
死後に防腐処置を施されレーニン廟に遺体が安置されたヨシフ・スターリンは、ニキータ・フルシチョフによるスターリン批判の煽りを受け遺体が火葬された後、この地に埋葬されている。
その後、クレムリンの壁墓所に葬られる名誉に付された政治家・革命家・軍人の中でも、とりわけ重要人物とみなされた者がこの地に遺体が埋葬されることが暗黙の了解となり、国家元首である最高会議幹部会議長を務めたクリメント・ヴォロシーロフ、初のソ連邦元帥であるセミョーン・ブジョーンヌイ、党第二書記として強大な影響力を保持し「クレムリンのキングメーカー」との異名を取ったミハイル・スースロフ、そして最高指導者たるソ連共産党書記長を務めたレオニード・ブレジネフ、ユーリ・アンドロポフ、コンスタンティン・チェルネンコが埋葬された。
その一方重職を経験しても失脚した人物は決してクレムリンで埋葬されず、何れも首相経験者だったヴャチェスラフ・モロトフやゲオルギー・マレンコフ、ニキータ・フルシチョフ、最高会議幹部会議長を務めた後に引退に追い込まれたアナスタス・ミコヤン、ニコライ・ポドゴルヌイ、ソ連最初で最後の大統領であるミハイル・ゴルバチョフは、いずれもノヴォデヴィチ女子修道院の墓地に埋葬されている。1989年7月にアンドレイ・グロムイコが死去した際には、グロムイコが最高会議幹部会議長経験者ということもありクレムリンへの埋葬をソ連政府が提案したものの、家族がこれを断りノヴォデヴィチ墓地に埋葬されている。